# Regiobahn (NRW)
Unter der Marke Regiobahn treten zwei miteinander verbundende Eisenbahnunternehmen auf, die im Großraum der nordrhein-westfälischen Hauptstadt Düsseldorf als Verkehrs- und Infrastrukturunternehmen tätig sind:
Die Regionale Bahngesellschaft Kaarst-Neuss-Düsseldorf-Erkrath-Mettmann-Wuppertal mbH ist ein Eisenbahninfrastrukturunternehmen der Städte Düsseldorf, Kaarst und Wuppertal sowie der Kreise Neuss und Mettmann. Sie ist Eigentümer dreier Bahnstrecken, auf denen hauptsächlich der Betrieb der Linie S 28 stattfindet. Über die Gleise der Regiobahn-Infrastruktur wird auch der Güterverkehr zur Abfüllanlage des Dornaper Kalkgebietes am Bahnhof Dornap-Hahnenfurth abgewickelt.
Die Regiobahn Fahrbetriebsgesellschaft mbH (RFG) ist das mit ihr verbundene Eisenbahnverkehrsunternehmen. Sie ist vom Verkehrsverbund Rhein-Ruhr (VRR) mit dem Betrieb der Linien S 28 und RE 47 beauftragt. Ehemals hatte sie die Erbringung der Fahrbetriebsleistung sowie Wartung und Instandhaltung der Fahrzeuge ihrerseits an Transdev Rheinland (ehemals Rheinisch-Bergische Eisenbahn-Gesellschaft) vergeben. Durch die Übernahme eines 75-prozentigen Anteils wird der Verkehrsverbund Rhein-Ruhr zum 1. Januar 2025 Mehrheitsgesellschafter der Fahrbetriebsgesellschaft.

## Geschichte
Das Unternehmen wurde am 8. August 1992 von den beteiligten Städten und Kreisen gegründet. Am 1. Januar 1998 übernahm die Regiobahn die Bahnstrecken von Neuss nach Kaarst und von Düsseldorf-Gerresheim über Mettmann nach Dornap-Hahnenfurth von der Deutschen Bahn AG.
Ab dem 24. September 1998 wurden Sanierungsarbeiten auf dem Westast der von der Regiobahn betriebenen Strecke durchgeführt, nach Einstellung des bis dahin noch von der Deutschen Bahn durchgeführten Personenverkehrs am 2. Januar 1999 auch auf dem Ostast. Der Grundstein für die neue Servicestation in Mettmann wurde am 13. März 1999 gelegt, die Einweihung folgte im September 1999.
Am 26. September 1999 wurde der Betrieb auf der Strecke zwischen Mettmann und Kaarst zunächst im Stundentakt aufgenommen und ab dem 28. Mai 2000 auf einen 20-Minuten-Takt umgestellt. Der Betrieb oblag bis zu deren Verschmelzung mit Veolia Verkehr Rheinland im November 2006 der Rheinisch-Bergischen Eisenbahn-Gesellschaft (RBE), seitdem der Transdev Rheinland GmbH.
Für die Verlängerung der Linie S 28 über den östlichen Endpunkt Mettmann Stadtwald hinaus bis nach Wuppertal Hauptbahnhof wurde im Sommer 2005 eine Neutrassierung beschlossen und 2009 bestand eine Baugenehmigung. Wegen der schlechten Finanzlage der Eigentümerkommunen konnte jedoch zunächst nicht mit den Bauarbeiten begonnen werden. Das Land Nordrhein-Westfalen übernahm den Hauptanteil der Kosten.
Im Dezember 2013 erteilte das Ministerium für Bauen, Wohnen und Stadtentwicklung und Verkehr des Landes Nordrhein-Westfalen die Zustimmung zum vorgelegten Bewilligungsantrag für die Verlängerung der S 28 von Mettmann Stadtwald nach Wuppertal Hbf. Der Baubeginn war Anfang 2014. Der Betrieb sollte ursprünglich nach Fertigstellung des Bauvorhabens im Dezember 2016 aufgenommen werden. Mit dem Fahrplanwechsel im Dezember 2020 erfolgte die Betriebsaufnahme der verlängerten S 28 über die neue etwa 1,8 Kilometer lange eingleisige Verbindungsstrecke der Regiobahn mit dem neuen Haltepunkt Hahnenfurth/Düssel zum Abzweig Wuppertal-Dornap Abzw an der Bahnstrecke Wuppertal-Vohwinkel–Essen-Überruhr.
Für die östliche Verlängerung der S 28 werden die zweigleisige Bestandstrasse und ab Dornap-Hahnenfurth eine Neubaustrecke genutzt. Die S 28 erreicht darüber und anschließend über den Linienweg der S-Bahn-Linie S 9 als neuen Endpunkt Wuppertal Hauptbahnhof. Die ursprünglich vorgesehene, gleichzeitige Elektrifizierung der Regiobahn-Strecken hat noch nicht stattgefunden. Somit können die neuen, vom Verkehrsverbund Rhein-Ruhr hierzu bestellten Triebzüge nicht eingesetzt werden.
Nach Stand Dezember 2020 soll der elektrische Betrieb zum Fahrplanwechsel 2026 aufgenommen werden.

## Betrieb

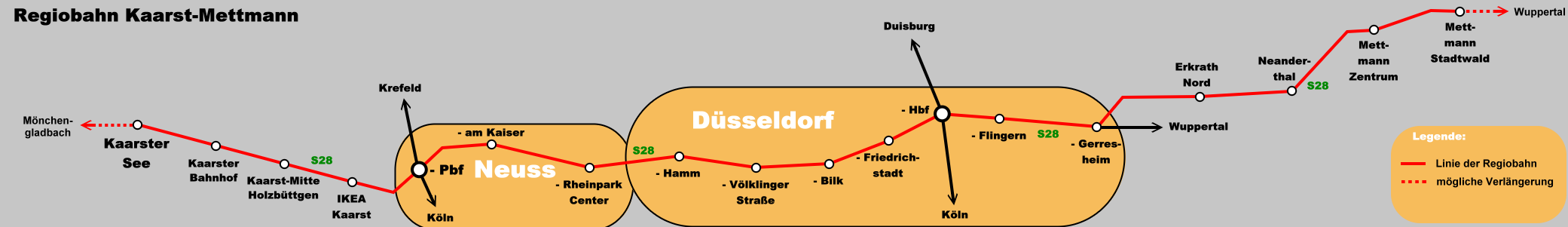
S 28 der Regiobahn Kaarst–Mettmann

Die Linie S 28 der S-Bahn Rhein-Ruhr verkehrt auf insgesamt 50 Kilometern von Wuppertal über Mettmann, Erkrath, Düsseldorf und Neuss nach Kaarst, dabei wird zwischen Düsseldorf-Gerresheim an der Verbindung von Wuppertal und Neuss Hbf über die Bahnstrecke Düsseldorf–Mönchengladbach ein insgesamt 16 Kilometer langer Streckenabschnitt der DB Netz befahren.
Im November 2010 gab der VRR im Tenders Electronic Daily bekannt, die Strecke ab Dezember 2011 für weitere 10 Jahre von der Regiobahn auf dem Wege einer Inhouse-Vergabe weiter betreiben lassen zu wollen, die schon bisher den Fahrbetrieb delegiert hat. Im März 2011 hingegen wurde diese beabsichtigte Direktvergabe in eine Ausschreibung über den Zeitraum von zehn Jahren umgewandelt. Gewinner der Ausschreibung war die bereits verkehrende Regiobahn. Am 19. Juli 2017 gab der VRR bekannt, die Verkehrsleistungen im Folgevertrag von 2021 bis 2036 erneut von der Regiobahn erbringen zu lassen.
Nachdem VIAS Rail die Notvergabe zum Betrieb der S 7 (Wuppertal – Remscheid – Solingen) ab Februar 2022 für sich entscheiden konnte, sind die zwischen Remscheid-Lennep und Düsseldorf Hbf verkehrenden Expresszüge (als Linie S 7) in der Hauptverkehrszeit bis Dezember 2022 von der Regiobahn bedient worden. Zum Dezember 2022 wurde die Regional-Express-Linie RE 47 (Düssel-Wupper-Express) von Düsseldorf über Hilden, Solingen und Remscheid Hbf nach Remscheid-Lennep in Betrieb genommen. Es kommen die Bestandsfahrzeuge des Typs Integral der Regiobahn zum Einsatz.
| Linie | Linienweg | Taktangebot | Fahrzeit | Stationen | Länge   | Inbetriebnahme | Fahrzeuge      | Bemerkung                                                 |
| ----- | --- | --- | -------- | --------- | ------- | --- | -------------- | --------------------------------------------------------- |
| S 28  | Kaarster See – Kaarst Mitte – Neuss Hbf – Düsseldorf-Bilk – Düsseldorf Hbf – Düsseldorf-Gerresheim – Erkrath Nord – Mettmann Zentrum – Mettmann Stadtwald – Wuppertal-Vohwinkel – Wuppertal Hbf | Kaarster See – Mettmann Stadtwald: 20 min Mettmann Stadtwald – Wuppertal Hbf: 20/40 min Gesamtstrecke am Wochenende: 30 min | 76 min   | 23        | 50 km   | 26. September 1999 | Integral S5D95 | hält an allen Zwischenstationen, außer Wuppertal-Sonnborn |
| RE 47 | Düsseldorf Hbf – Düsseldorf-Eller Mitte – Hilden – Solingen Hbf – Solingen Grünewald – Solingen Mitte – Remscheid Hbf – Remscheid-Lennep                                                        | 60 min | 47 min   | 8         | 41,7 km | 11. Dezember 2022 (temporäre Einstellung wg. Fahrzeugmangel von Mitte 2023 - vsl. Dezember 2025), aktuell Bedienung durch Schienenersatzverkehr | Integral S5D95 | Düssel-Wupper-Express                                     |

## Infrastruktur
Die drei der Regiobahn Infrastruktur gehörenden Strecken haben insgesamt eine Länge von knapp 24 Kilometern:
| Streckennr. | Strecke                                                | Artikel                                       | Länge  | Stationen | Eröffnung | Übernahme Regiobahn | Bemerkung                                                             |
| ----------- | ------------------------------------------------------ | --------------------------------------------- | ------ | --------- | --------- | ------------------- | --------------------------------------------------------------------- |
| 2423        | Düsseldorf-Gerresheim (exklusive) – Dornap-Hahnenfurth | Bahnstrecke Düsseldorf-Derendorf–Dortmund Süd | 15 km  | 4         | 1873      | 1998                |                                                                       |
| 2530        | Kaarster See – Neuss Hbf (exklusive)                   | Bahnstrecke Neuss–Viersen                     | 7 km   | 4         | 1877      | 1998                |                                                                       |
| 2727        | Dornap-Hahnenfurth – Wuppertal-Dornap Abzweig          |                                               | 1,8 km | 1         | 2020      | –                   | Neubau, Verbindung zur Bahnstrecke Wuppertal-Vohwinkel–Essen-Überruhr |

## Weitere Planungen

### Westverlängerung
Auch eine Verlängerung der Strecke in westlicher Richtung wurde untersucht. Dabei war zunächst eine Streckenführung von Kaarst über Willich-Schiefbahn und -Neersen nach Viersen geplant. Um eine EU-Förderung für grenzüberschreitenden Verkehr zu erhalten, wäre eine Verlängerung bis zum niederländischen Venlo notwendig. Die standardisierte Bewertung dieser Variante ergab 2010 einen Nutzen-Kosten-Faktor von 2,14. In den 2010er Jahren wurde die Verlängerung nach Viersen weiterhin diskutiert, sie kam jedoch u. a. wegen des Widerstandes der Stadt Mönchengladbach, über deren Stadtgebiet knapp 2½ Kilometer der Trasse führen, auch in diesem Jahrzehnt nicht zustande. Eine 2015 durchgeführte standardisierte Bewertung ergab für die Verlängerung bis Viersen ein Nutzen-Kosten-Verhältnis von 1,25 für einen Betrieb mit Diesel- und von 1,22 für einen Betrieb mit Elektrofahrzeugen.
Der Linienverlauf der S 28 folgt ab Neuss Hbf der Bahnstrecke Neuss–Viersen, die teilweise parallel zum Nordkanal verläuft und auf der ab 1968 nur noch bis Kaarst Zugverkehr bestand. Durch die Westverlängerung nach Viersen würde diese Bahnstrecke vollständig reaktiviert.

### Circle Line
2005 gab es Überlegungen für eine Ringbahn (Circle Line) unter Einbeziehung der stillgelegten Niederbergbahn und einer neu zu bauenden Rheinüberquerung. Die Ringbahn sollte die niederbergischen Städte Wülfrath, Velbert, Heiligenhaus und Ratingen sowie den Düsseldorfer Flughafen anbinden. In Neuss sollte der Ring geschlossen werden. Das Vorhaben ist 2015 gescheitert.
Durch Rückbau der Gleise und Umbau der Niederbergbahn zum Panoramaradweg Niederbergbahn steht eine Realisierung auch mittelfristig nicht zur Diskussion, jedoch wurde der Radweg bewusst mit dem Hintergedanken angelegt, die Trasse für eine mögliche Reaktivierung zu sichern.

### Elektrifizierung

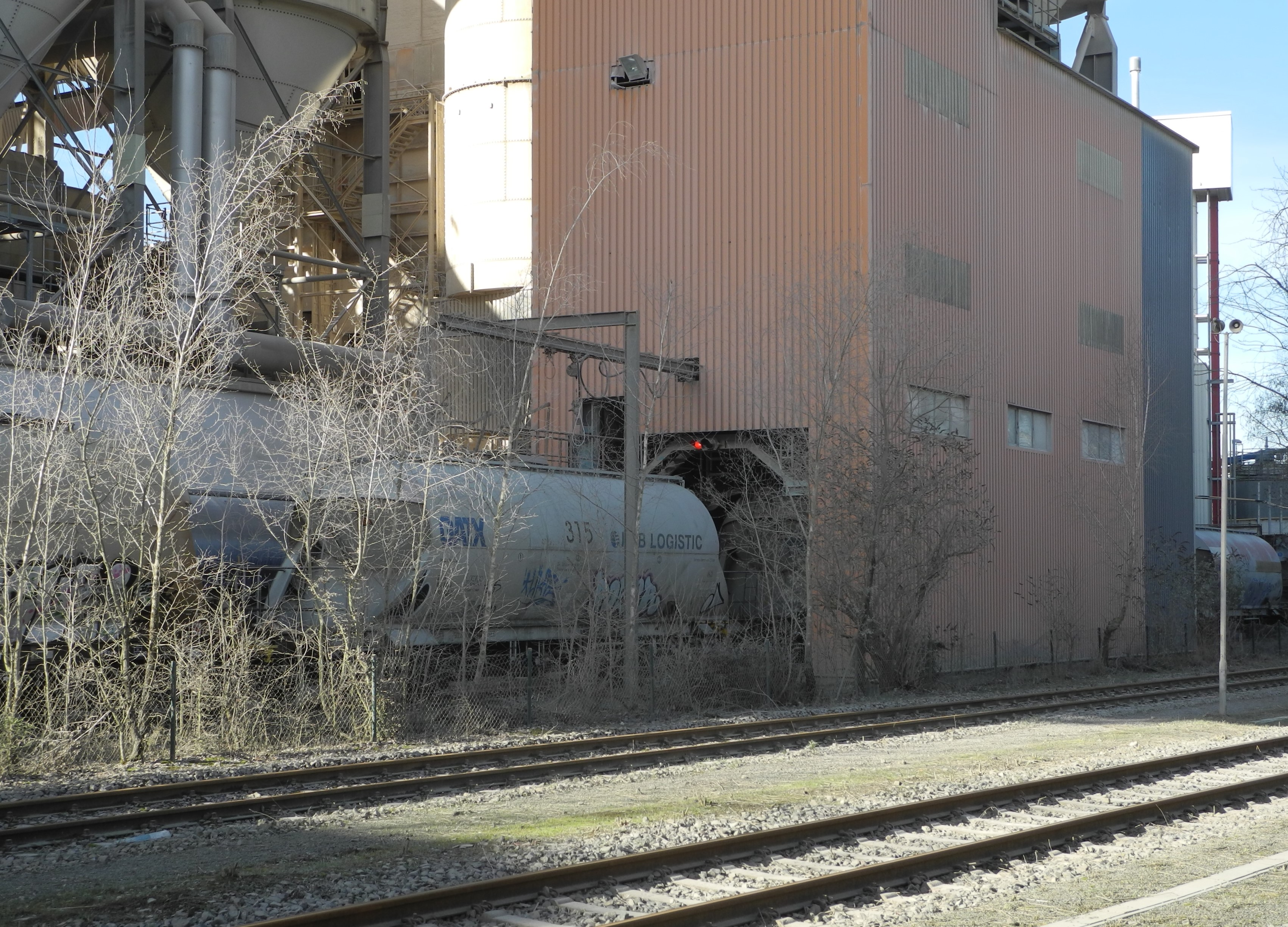
Beim ehemaligen Bahnhof Dornap-Hahnenfurth wird im angrenzenden Dornaper Kalkgebiet dort abgebauter und aufbereiteter Kalk in Güterwagen abgefüllt und auf Regiobahn-Gleisen abtransportiert.

Die Regiobahn plant seit 2014 die Elektrifizierung ihrer beiden Strecken. Zunächst sollte der Bau der Anlagen im Rahmen des Neubaus der Strecke nach Wuppertal erfolgen. Die Regiobahn hatte bereits 2015 die Beschaffung von drei elektrischen Triebzügen zur Lieferung Mitte 2017 ausgeschrieben. Insgesamt wurden durch den VRR zehn dreiteilige Stadler Flirt 3XL zum Einsatz auf der Linie S 28 bestellt. Die Lieferung der ersten vier Züge sollte im Dezember 2019 erfolgen. Da aufgrund des Widerspruchs eines Anliegers die Elektrifizierung der Strecke von Mettmann bis Wuppertal-Dornap aber erst deutlich später abgeschlossen werden kann, werden die vier Züge zunächst auf anderen Strecken im VRR eingesetzt. Im Sommer 2020 wurde bekanntgegeben, dass auf eine Elektrifizierung für bis zu sechs Jahre verzichtet wird und die von der Regiobahn bestellten Fahrzeuge vom VRR in seine Flotte für die S-Bahn Rhein-Ruhr übernommen werden. Im Sommer 2022 erhielt die Regiobahn den letzten noch fehlenden Planfeststellungsbescheid für die Elektrifizierung des Abschnitts zwischen Mettmann Stadtwald und Düsseldorf-Gerresheim. Der Beginn der Bauarbeiten war für Anfang 2024 geplant; der erste Oberleitungsmast des Abschnitts Kaarster See–Neuss Hbf. wurde am 26. Juli 2024 am Haltepunkt Kaarster See aufgestellt. Die Bauarbeiten sollen bis Ende 2026 abgeschlossen sein.

## Fahrzeuge

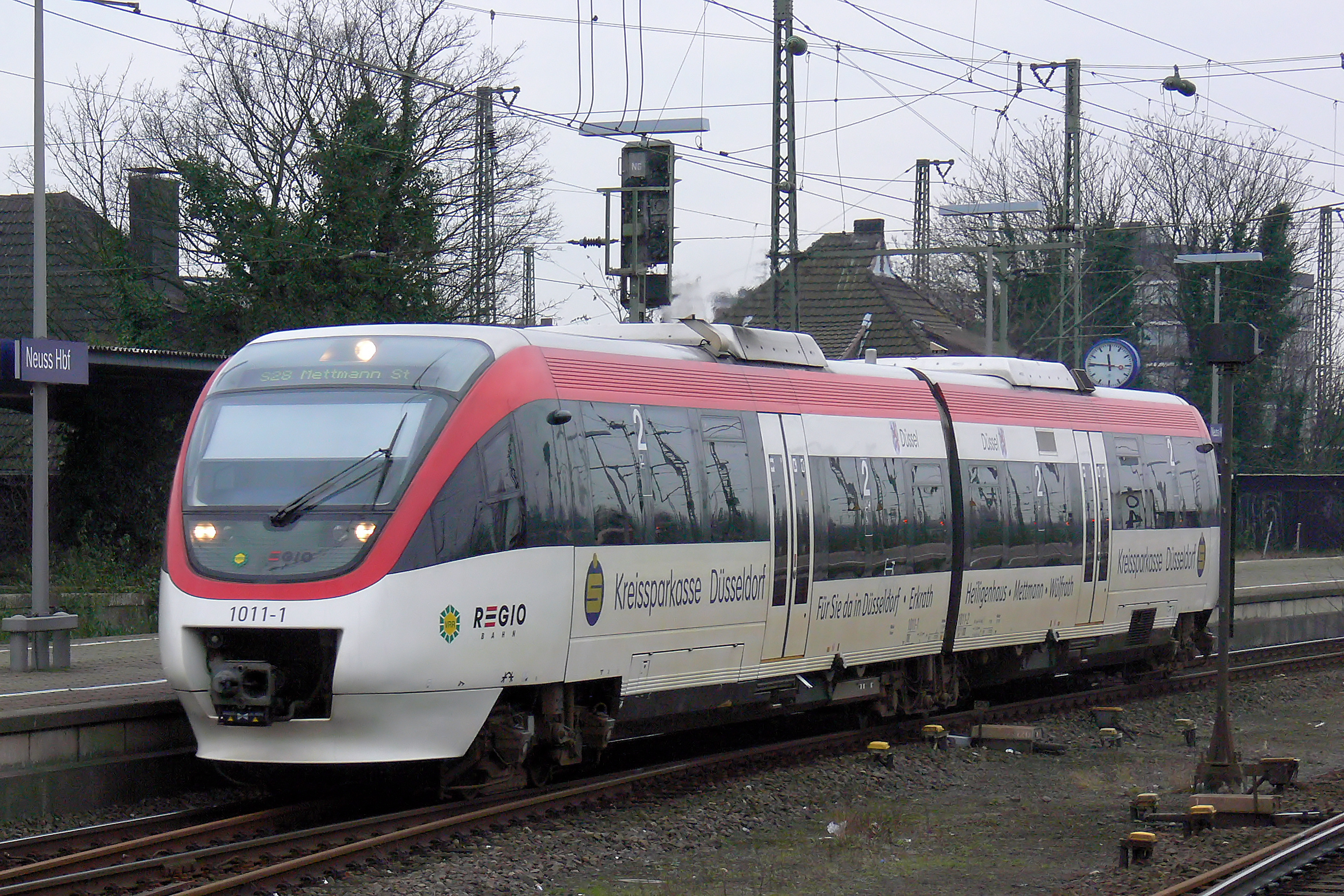
Talent 1011 der Regiobahn in Neuss Hbf

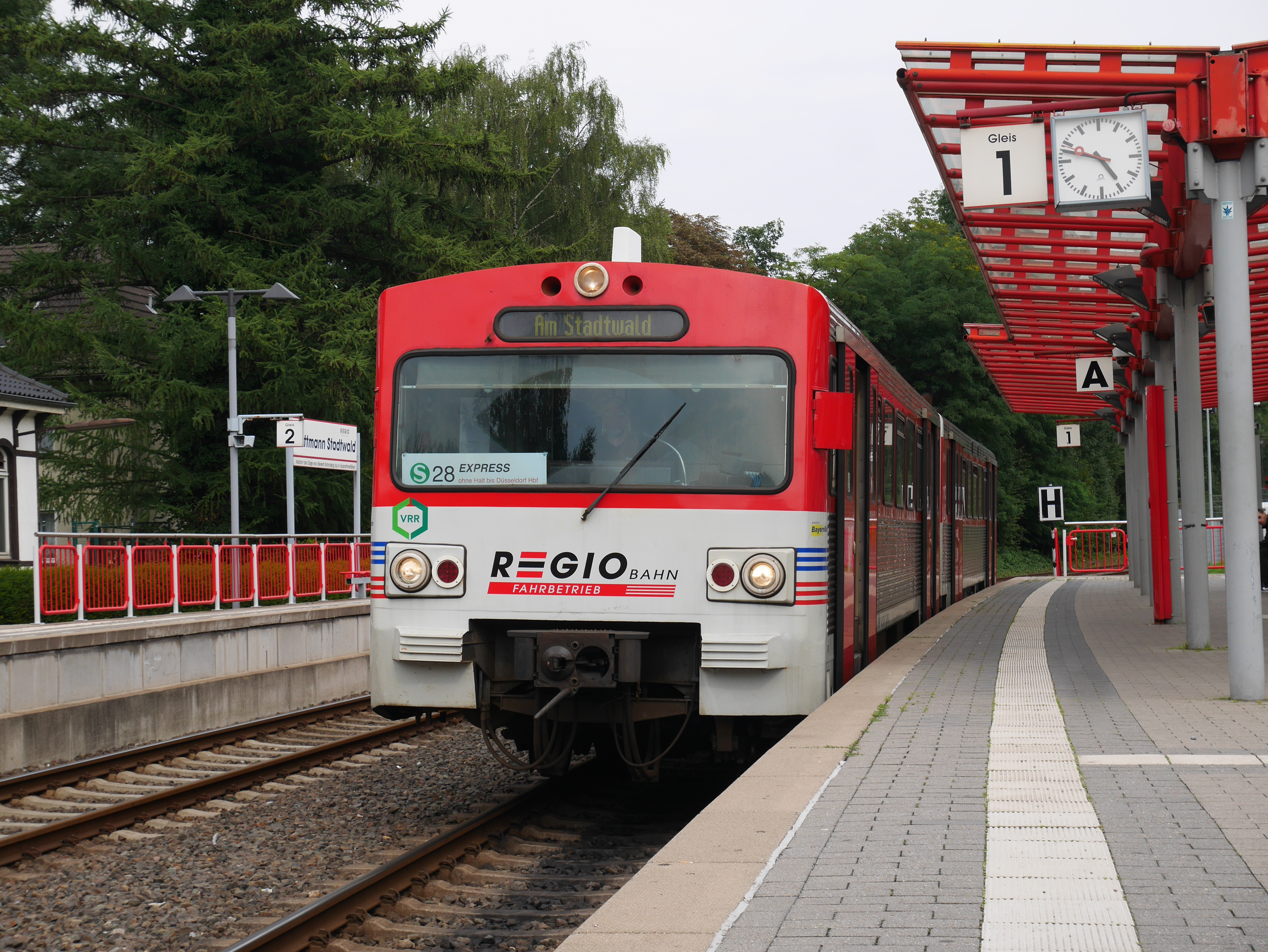
VTE 2.39 der BayernBahn (ex AKN) am Bahnhof Mettmann Stadtwald

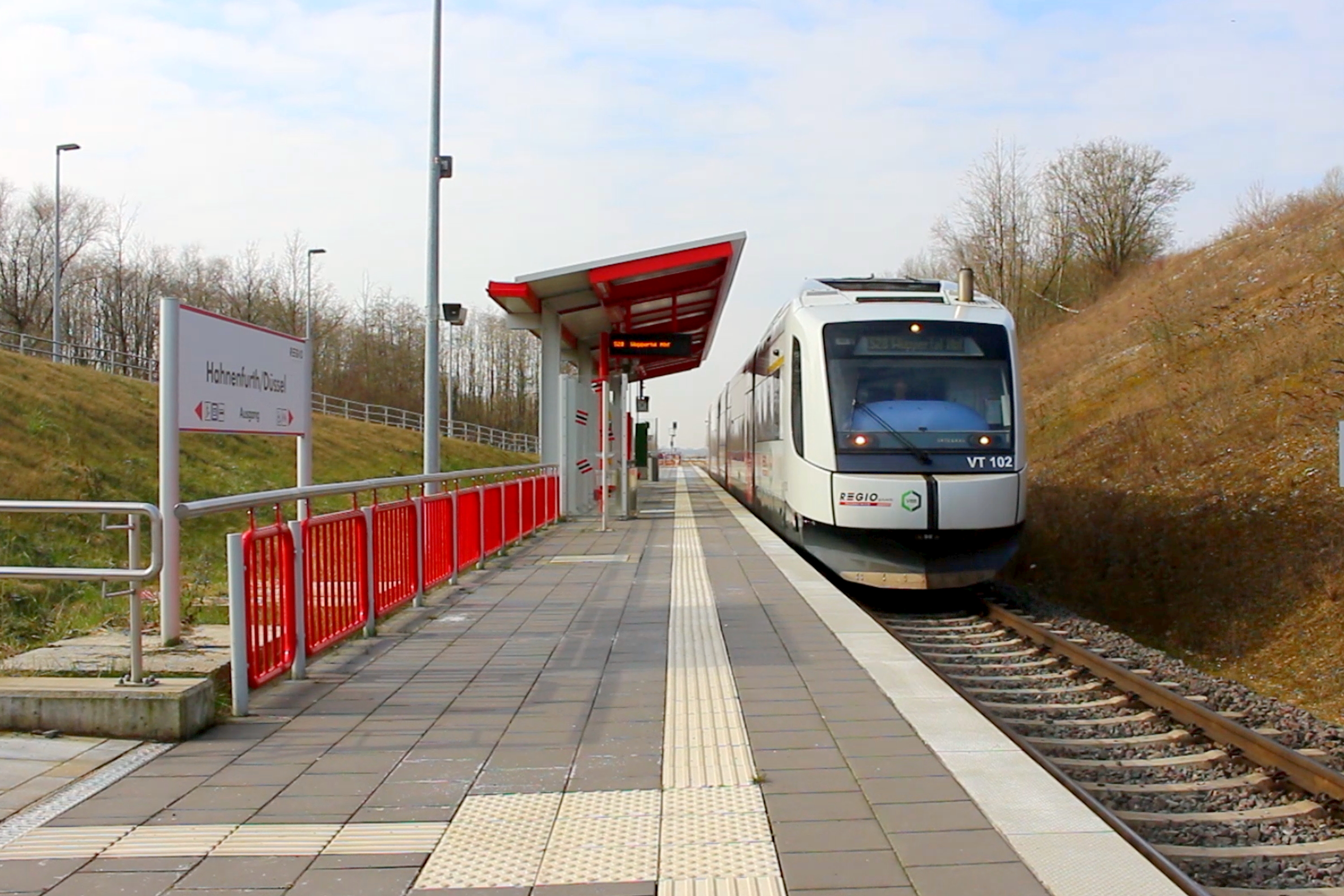
Integral S5D95 am neuen Haltepunkt Hahnenfurth/Düssel

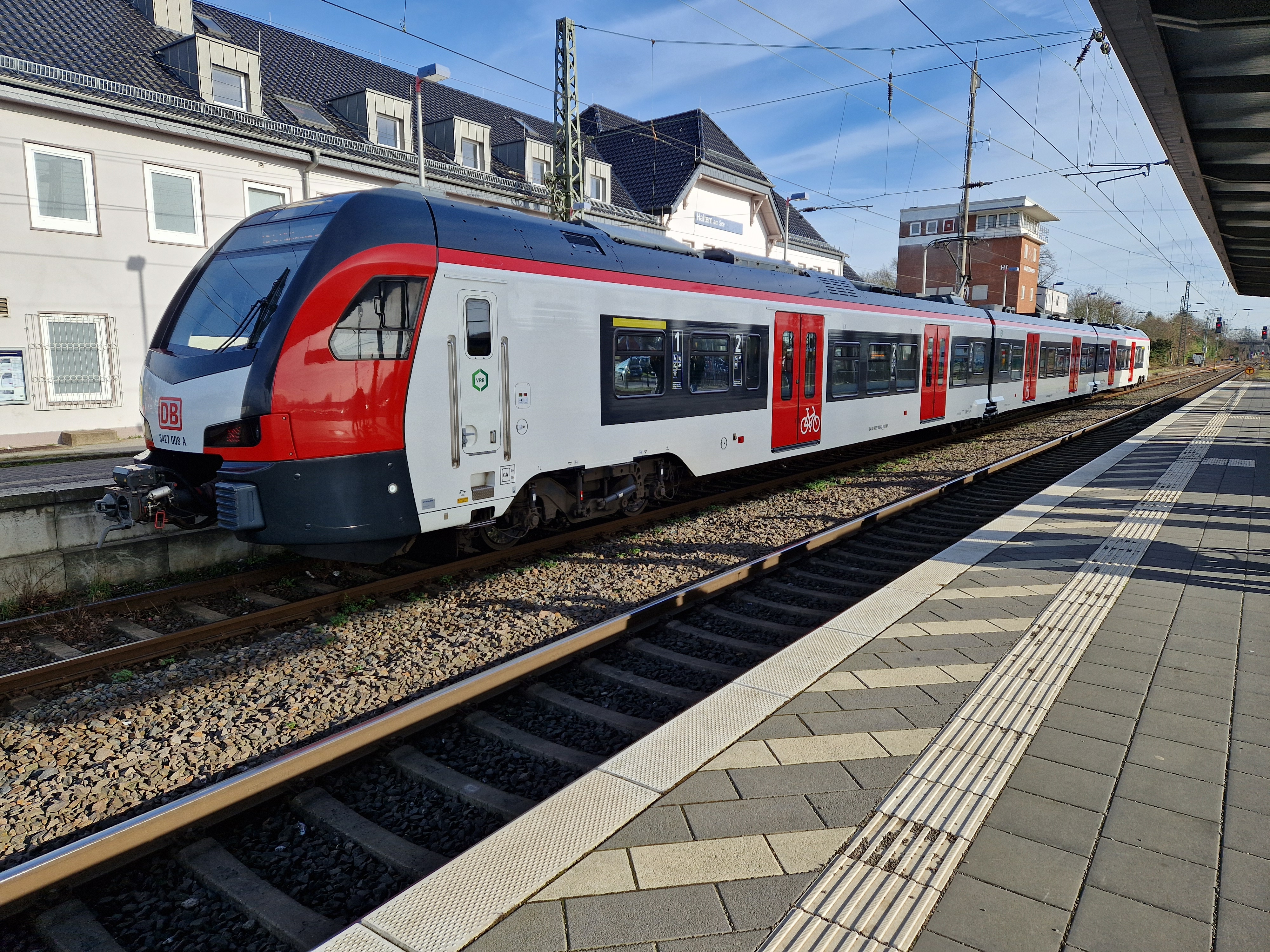
Flirt 3XL in Regiobahn-Lackierung, eingesetzt von DB Regio NRW

Die Regiobahn begann ihren Betrieb im Jahr 1999 mit 8 Fahrzeugen des Typs Bombardier Talent, zu denen im Jahr 2003 weitere 4 Fahrzeuge dazukamen. Zwischen Dezember 2020 und März 2021 wurden diese sukzessive durch Fahrzeuge des Typs Integral S5D95 ersetzt. Nach der vollständigen Elektrifizierung der Strecke ist ab dem Fahrplanwechsel 2026 der Einsatz des Fahrzeugtyps Stadler Flirt 3 XL geplant. Die bereits gebauten Fahrzeuge sollen bis dahin auf anderen Linien eingesetzt werden.
| Fahrzeugtyp                  | Talent      | Integral                              | FLIRT 3 XL          |
| ---------------------------- | ----------- | ------------------------------------- | ------------------- |
| Anzahl                       | 12          | 14                                    | 10                  |
| Baujahre                     | 1999 / 2003 | 1998                                  | 2020–2021           |
| Einsatz                      | 1999–2021   | seit 2020                             | vsl. ab 2026        |
| Fahrzeugteile                | 2           | 5                                     | 3                   |
| Achsanordnung                | B’2’B’      | A’A’1’1’1’A’                          | Bo‘2‘2‘Bo‘          |
| Länge                        | 34.610 mm   | 53.430 mm                             | 67.600 mm           |
| Breite                       | 2.925 mm    | 2.950 mm                              | 2.820 mm            |
| Höhe                         | 4.015 mm    | 4.328 mm                              | 4.270 mm            |
| Leermasse                    | 55 t        | 74 t                                  |                     |
| Antriebsleistung             | 2 × 315 kW  | 3 × 315 kW                            | 2.720 kW            |
| Höchstgeschwindigkeit        | 100 km/h    | 140 km/h                              | 160 km/h            |
| max. Beschleunigung          | 1,1 m/s²    | 0,6 m/s²                              | 1,2 m/s²            |
| Einstiegshöhe                | 960 mm      | 760 mm                                | 780 mm              |
| Sitzplätze (1. Kl. / 2. Kl.) | — / 98      | 12 / 150                              | 16 / 164            |
| Betriebsnummern              | 1001 – 1012 | VT 101 – VT 117 (exkl. 107, 112, 115) | 3427 008 – 3427 017 |

### Talent
Auf der S 28 wurden von 1999 bis 2021 zweiteilige Triebwagen vom Typ Talent eingesetzt. Der mit zwei Dieselmotoren ausgestattete Triebwagen erreicht eine Höchstgeschwindigkeit von 100 km/h und benötigte für die Strecke mit 18 Halten rund 51 Minuten. Als einzige Fahrzeuge der Talent-Familie besitzen diese eine passende Einstiegshöhe für 96 cm hohe Bahnsteige, welche im S-Bahn-Netz zu dieser Zeit die gängige Höhe gewesen ist.
Die ursprünglich acht Triebwagen dieses Typs wurden 2003 um vier weitere Fahrzeuge aufgestockt, da das Fahrgastaufkommen in den Hauptverkehrszeiten die Erwartungen so erheblich übertraf, dass zeitweise Fahrgäste mangels Platz nicht mitfahren konnten. Angesichts weiter steigender Fahrgastzahlen war eine Aufstockung um mindestens zwei weitere Fahrzeuge geplant. Dies scheiterte jedoch an der fehlenden Finanzierbarkeit.
Da bei 12 vorhandenen Fahrzeugen und sechs Umläufen nicht jede Fahrt in Doppeltraktion angeboten werden konnte, gab es in den Fahrplänen einen entsprechenden Hinweis darauf, welche Kapazitätsgröße für jede einzelne Fahrt geboten werden konnte. In der Regel fuhren unterhalb der Woche vier von sechs Umläufen in Doppeltraktion. Bei Fahrzeugengpässen (beispielsweise aufgrund durchzuführender Hauptuntersuchungen) kamen dreiteilige Talente der NordWestBahn zum Einsatz.
Nur in Ausnahmefällen kamen die Talente außerhalb ihrer Stammstrecke zum Einsatz. Das Mobilitätskonzept der Loveparade 2007 hat u. a. für einen Einsatz auf der Linie S 6 gesorgt, bei der ExtraSchicht 2018 ist ein Umlauf der Linie S 3 bedient worden. Im Dezember 2011 kam ein Triebwagen (1001) kurzzeitig auf der Ruhrort-Bahn (Oberhausen – Duisburg-Ruhrort) für die NordWestBahn zum Einsatz.
Am 4. März 2021 sind die letzten Fahrzeuge aus dem Plandienst verabschiedet worden, vereinzelte Einsätze hat es jedoch noch bis April gegeben. Die 12 Triebwagen wurden an die Transferoviar Călători aus Rumänien verkauft, welche diese seit dem Fahrplanwechsel am 15. Dezember 2021 einsetzt.

### VT 2E
Während einer Sperrung der Hauptstrecke durch Wuppertal 2017 wurde ein kombinierter Zug- und Busersatzverkehr über Mettmann Stadtwald angeboten. Hierfür wurden zwei ehemalige Fahrzeuge vom Typ LHB VT 2E der AKN Eisenbahn, nun der BayernBahn gehörend, geliehen und als Expresszüge zwischen Düsseldorf Hbf und Mettmann Stadtwald eingesetzt. Am 12. September 2017 sind die Fahrzeuge bei einer Fahrt über die gesamte Strecke nach Kaarst (mit Halt an allen Unterwegsbahnhöfen) verabschiedet worden.
Weitere Einsätze der Fahrzeuge erfolgten anschließend zu besonderen Ereignissen. Im Sommer 2018 befuhr ein Fahrzeug aushilfweise die Ruhrtalbahn, weiterhin gab es Einsätze als Pendelzug während Baumaßnahmen im Raum Schwerte. Im Herbst des gleichen Jahres sind die Fahrzeuge für Verstärkerleistungen auf der Linie RB 43 (Dorsten – Wanne-Eickel) genutzt worden.

### Integral S5D95
Aufgrund der Verschiebung der Elektrifizierung der Strecken benötigte die Regiobahn für die Verlängerung nach Wuppertal Hbf im Dezember 2020 weitere Dieseltriebwagen. Daher wurde die bisherige Fahrzeugflotte vom Typ Talent zwischen Dezember 2020 und März 2021 sukzessive vollständig durch gebrauchte Dieseltriebwagen des Typs Integral S5D95 ersetzt, die von der Bayerischen Oberlandbahn (BOB) übernommen wurden. Seit dem 4. März 2021 kommen auf der S 28 nur noch die Integral-Triebwagen zum Einsatz. 16 Triebzüge wurden ab September 2020 Zug um Zug nach Mettmann verlegt. VT 107 verbleibt im Bahnbetriebswerk Lenggries als Ersatzteilspender.
Obwohl auf den Regiobahn-Strecken zuvor bereits ausschließlich Dieseltriebwagen gefahren sind, häuften sich zur Inbetriebnahme Beschwerden von Anwohnern über Lärm- und Geruchsbelästigungen, welche die örtlichen Medien aufgegriffen haben.
Seit Sommer 2023 gibt es gravierende Probleme bei der Fahrzeugverfügbarkeit. Nach mehreren kurzzeitigen Verlängerungen wurde im April 2024 beschlossen, den RE 47 bis Ende 2024 vollständig einzustellen. Stattdessen fahren Ersatzbusse, welche nicht alle planmäßigen Bahnhöfe der Linie bedienen. Anfang September 2024 wurde bekannt, dass nach Gesprächen zwischen Regiobahn und VRR wegen fehlender Fahrzeuge auch im Fahrplanjahr 2025 der Betrieb auf der Linie RE 47 eingestellt bleibt. Auch der Streckenabschnitt von Mettmann nach Wuppertal (Linie S 28) wird seit Anfang 2024 nur noch sporadisch bedient und die meiste Zeit durch Busse ersetzt. Dies beruht laut der Betreiberin auf zu geringen Instandhaltungskapazitäten am Werkstattstandort in Mettmann.
Am 30. April 2024 wurde der Triebzug VT 115 bei einem Fahrzeugbrand bei Erkrath zerstört. Infolgedessen musste der Verkehr weiter reduziert werden, was zeitweise dazu geführt hat, dass ausschließlich zwei Fahrzeuge einen Stundentakt auf der Kernstrecke (Kaarster See – Mettmann Stadtwald) gewährleisten konnten.

### Flirt 3XL
Für die seit 2014 geplante Elektrifizierung der Strecken der Regiobahn bestellte der VRR zehn dreiteilige Fahrzeuge des Typs Stadler Flirt 3XL. Die Fahrzeuge können aufgrund der Verzögerungen bei der Streckenelektrifizierung zurzeit noch nicht von der Regiobahn eingesetzt werden.
Die Auslieferung und Inbetriebnahme erfolgte in größeren Zeitabständen zwischen 2020 und 2023. Während die ersten vier Fahrzeuge (3427 008 - 011) im Design der Regiobahn gestaltet sind, haben später fertiggestellte Fahrzeuge das VRR-Design erhalten.
Bis zur vollständigen Elektrifizierung der Linie S 28 werden die Fahrzeuge auf anderen Strecken im VRR eingesetzt. Die Fahrzeuge 3427 009 - 011 waren 2021 an die eurobahn vermietet, wo sie auf der Linie RE 3 zum Einsatz gekommen sind. Seit Dezember 2022 kommen die Fahrzeuge auf dem RE 34 (Dortmund-Siegerland-Express) zum Einsatz, im Januar 2024 erfolgte die Betriebsaufnahme der Linie RE 41 (Vest-Ruhr-Express, beides DB Regio NRW). Zusätzlich verstärken die Fahrzeuge die Flotte der S-Bahn Rhein-Ruhr im Teilnetz B, welches die Linien S 2, S 3, S 9, RE 49, RB 32 und RB 40 enthält. Der Einsatz erfolgt aufgrund der Fahrzeuggröße in der Regel auf der Linie S 2, im Bedarfsfall allerdings auch auf den Linien, auf denen sonst größere Fahrzeuge vorgesehen sind.
Bei der Regiobahn werden sie nach fertig gestellter Elektrifizierung voraussichtlich ab Dezember 2026 eingesetzt.

### Mireo Plus B
Am 2. Dezember 2024 gab die Regiobahn und Siemens Mobility bekannt, dass ab Sommer 2026 für 5,5 Jahre drei batterieelektrische Mireo-Plus-B-Triebzüge für den Einsatz auf der Linie RE 47 von Smart Train Lease angemietet werden.

### KÖF III
Zum Rangieren der Züge bei der Kalkverlandung des Dornaper Kalkgebietes kommt eine KÖF III der Regiobahn zum Einsatz. 

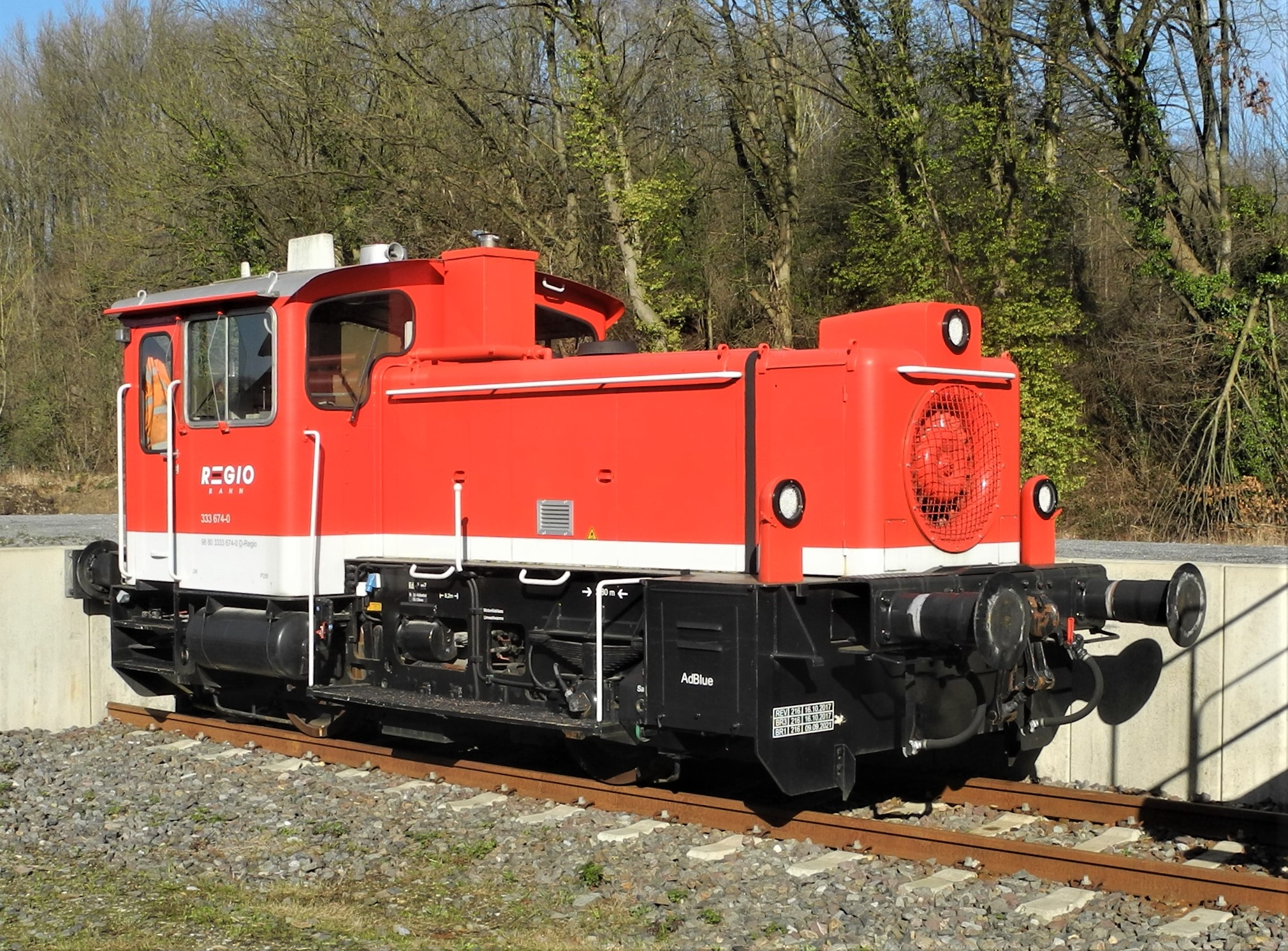
KÖF III der Regiobahn

## Fahrgastzahlen
| Jahr          | Fahrgäste pro Tag |
| ------------- | ----------------- |
| 1998          | 5121              |
| 1999          | 4.8002            |
| 2000          | 12.000            |
| 2001          | 15.500            |
| 2002          | 17.000            |
| 2003          | 18.000            |
| 2004          | 18.500            |
| 2005          | 18.600            |
| 2006          | 19.300            |
| 2007          | 18.6003           |
| 2008          | 19.900            |
| 2009          | 19.500            |
| 2010          | 21.6004           |
| 2011          | 23.350            |
| 2012          | 23.000            |
| 2013          | 23.100            |
| 2014          | 23.000            |
| 2015          | 23.000            |
| 2016          | 23.000            |
| 2017 bis 2020 | 23.0005           |

Quelle: Regiobahn
1: nur Ostast, Fahrgastzahl der DB vor dem Ausbau

2: 60-Minuten-Takt

3: streikbedingt

4: z. T. bedingt durch Tausch der Taktlage mit der S 8 seit 13. Dezember 2009

5: Seit 2014 stagnieren die Fahrgastzahlen, weil die Kapazitätsgrenze sowohl bei Fahrzeugen als auch den Parkplätzen erreicht ist